# Мотервелл (футбольний клуб)
«Мотервелл» (англ. Motherwell, шотл. гел. C.B. Tobar na Màthar) — шотландський футбольний клуб з однойменного міста, заснований 1886 року. Виступає в Шотландському Прем’єршипі.

## Досягнення
- Чемпіонат Шотландії: 
  - Чемпіон (1): 1931–32
  - Срібний призер (7): 1926–27, 1929–30, 1932–33, 1933–34, 1994–95, 2012–13, 2013–14

- Перший дивізіон Шотландії: 
  - Переможець (4): 1953–54, 1968–69, 1981–82, 1984–85
  - Друге місце (2): 1894–95, 1902–03

- Кубок Шотландії :
  - Володар кубка (2): 1951-52, 1990-91
  - Фіналіст (6): 1930-31, 1932-33, 1938-39, 1950-51, 2010-11, 2017-18

- Кубок Ліги:
  - Володар кубка (1): 1950–51
  - Фіналіст (3): 1953-54, 2004-05, 2017-18

## Виступи в єврокубках
| Сезон   | Змагання               | Раунд | Суперник          | Вдома | На виїзді | В сукупності |
| ------- | ---------------------- | ----- | ----------------- | ----- | --------- | ------------ |
| 1991–92 | Кубок володарів кубків | 1Р    | ГКС               | 3–1   | 0–2       | 3–3 (г)      |
| 1994–95 | Кубок УЄФА             | ПР    | ГБ Торсгавн       | 3–0   | 4–1       | 7–1          |
| 1994–95 | Кубок УЄФА             | 1Р    | Боруссія Дортмунд | 0–2   | 0–1       | 0–3          |
| 1995–96 | Кубок УЄФА             | ПР    | МюПа              | 1–3   | 2–0       | 3–3 (г)      |
| 2008–09 | Кубок УЄФА             | 1Р    | Нансі             | 0–2   | 0–1       | 0–3          |
| 2009–10 | Ліга Європи            | 1КР   | Лланеллі          | 0–1   | 3–0       | 3–1          |
| 2009–10 | Ліга Європи            | 2КР   | Фламуртарі        | 8–1   | 0–1       | 8–2          |
| 2009–10 | Ліга Європи            | 3КР   | Стяуа             | 1–3   | 0–3       | 1–6          |
| 2010–11 | Ліга Європи            | 2КР   | Брєйдаблік        | 1–0   | 1–0       | 2–0          |
| 2010–11 | Ліга Європи            | 3КР   | Олесунн           | 3–0   | 1–1       | 4–1          |
| 2010–11 | Ліга Європи            | ПО    | Оденсе            | 0–1   | 1–2       | 1–3          |
| 2012–13 | Ліга чемпіонів         | 3КР   | Панатінаїкос      | 0–2   | 0–3       | 0–5          |
| 2012–13 | Ліга Європи            | ПО    | Леванте           | 0–2   | 0–1       | 0–3          |
| 2013–14 | Ліга Європи            | 3КР   | Кубань            | 0–2   | 0–1       | 0–3          |
| 2014–15 | Ліга Європи            | 2КР   | Стьярнан          | 2–2   | 2–3 (дч)  | 4–5          |
| 2020–21 | Ліга Європи            | 1КР   |                   |       |           |              |